# Grainne Murphy
Grainne Murphy (Wexford, 26 maart 1993) is een Ierse zwemster. Ze vertegenwoordigde haar vaderland op de Olympische Zomerspelen 2012 in Londen.

## Carrière
Bij haar internationale debuut, op de Europese kampioenschappen zwemmen 2008 in Eindhoven, strandde Murphy op al haar afstanden in de series. Op de Europese kampioenschappen kortebaanzwemmen 2008 in Rijeka eindigde de Ierse als zestiende op de 800 meter vrije slag, op haar overige standen werd ze uitgeschakeld in de series.
Tijdens de wereldkampioenschappen zwemmen 2009 in Rome strandde Murphy in de series van al haar afstanden. In Istanboel nam de Ierse deel aan de Europese kampioenschappen kortebaanzwemmen 2009. Op dit toernooi eindigde ze als twaalfde op de 800 meter vrije slag, op haar overige standen werd ze uitgeschakeld in de series.
Op de Europese kampioenschappen zwemmen 2010 in Boedapest veroverde Murphy de zilveren medaille op de 1500 meter vrije slag, daarnaast eindigde ze als vierde op de 800 meter vrije slag en als zevende op de 400 meter wisselslag. Op de 400 meter vrije slag strandde ze in de series. Tijdens de Europese kampioenschappen kortebaanzwemmen 2010 in Eindhoven sleepte de Ierse de bronzen medaille in de wacht op zowel de 400 als de 800 meter vrije slag, daarnaast eindigde ze als zevende op de 400 meter wisselslag. Op de andere afstanden waaraan ze deelnam wist ze geen finaleplaats af te dwingen.
In Shanghai nam Murphy deel aan de wereldkampioenschappen zwemmen 2011. Op dit toernooi werd ze uitgeschakeld in de series van zowel de 800 als de 1500 meter vrije slag, op de 4x200 meter vrije slag strandde ze samen met Sycerika McMahon, Melanie Nocher en Clare Dawson in de series. Op de Europese kampioenschappen kortebaanzwemmen 2011 in Szczecin eindigde de Ierse als vierde op de 800 meter vrije slag en als zesde op de 400 meter vrije slag, op alle andere afstanden waarop ze van start ging werd ze uitgeschakeld in de series.
Tijdens de Olympische Zomerspelen van 2012 in Londen strandde Murphy in de series van de 400 meter vrije slag.

## Internationale toernooien
| Jaar | Olympische Spelen   | WK langebaan | WK kortebaan  | EK langebaan                                                                                           | EK kortebaan |
| ---- | ------------------- | --- | ------------- | --- | --- |
| 2008 | geen deelname       | | geen deelname | 27e 400m vrije slag 14e 800m vrije slag 25e 200m vlinderslag 19e 400m wisselslag 11e 4x100m vrije slag | 32e 400m vrije slag 16e 800m vrije slag 23e 200m wisselslag 24e 400m wisselslag                                                                              |
| 2009 |                     | 22e 800m vrije slag 15e 1500m vrije slag 30e 200m vlinderslag 19e 200m wisselslag 20e 400m wisselslag 24e 4x100m wisselslag |               | | 22e 400m vrije slag 12e 800m vrije slag 21e 200m wisselslag 20e 400m wisselslag                                                                              |
| 2010 |                     | | geen deelname | 12e 400m vrije slag · 4e 800m vrije slag · 1500m vrije slag · 7e 400m wisselslag                       | 28e 200m vrije slag · 400m vrije slag · 800m vrije slag · 27e 100m vlinderslag · 16e 100m wisselslag · 14e 200m wisselslag · 7e 400m wisselslag              |
| 2011 |                     | 17e 800m vrije slag 10e 1500m vrije slag 16e 4x200m vrije slag                                                              |               | | 6e 400m vrije slag 4e 800m vrije slag 28e 200m rugslag 23e 200m schoolslag 41e 100m vlinderslag 18e 200m vlinderslag 19e 200m wisselslag 13e 400m wisselslag |
| 2012 | 31e 400m vrije slag | | geen deelname | geen deelname                                                                                          | geen deelname |

## Persoonlijke records
Bijgewerkt tot en met 9 december 2011
Kortebaan
| Afstand         | Tijd    | Datum            | Plaats    |
| --------------- | ------- | ---------------- | --------- |
| 400m vrije slag | 4.02,86 | 27 november 2010 | Eindhoven |
| 800m vrije slag | 8.19,39 | 9 december 2011  | Szczecin  |
| 200m wisselslag | 2.12,71 | 8 december 2011  | Szczecin  |
| 400m wisselslag | 4.37,47 | 28 november 2010 | Eindhoven |

Langebaan
| Afstand          | Tijd     | Datum            | Plaats    |
| ---------------- | -------- | ---------------- | --------- |
| 400m vrije slag  | 4.11,33  | 12 augustus 2010 | Boedapest |
| 800m vrije slag  | 8.25,04  | 12 augustus 2010 | Boedapest |
| 1500m vrije slag | 16.02,29 | 14 augustus 2010 | Boedapest |
| 200m wisselslag  | 2.13,64  | 26 juli 2009     | Rome      |
| 400m wisselslag  | 4.40,88  | 12 juli 2009     | Praag     |